# Pramen Výrovka
Pramen minerální vody Výrovka se nachází na cyklotrase 0124 asi 700 m severně od centra obce Kostelní Lhota v okrese Nymburk ve Středočeském kraji. Nachází se poblíž mostku přes říčku Výrovku. Jedná se o jeden z veřejně přístupných vrtů (BPV2, r. 2002), které jímají polabské minerálky. Mineralizací i perlivostí je mezi Kerskou a Poděbradskou kyselkou. Oproti Kerské má jen nepatrný sirný pach.

## Popis
Vrt minerálního pramene je zakryt kamenem obloženou skruží, z níž je vyvedena výtoková trubka. Pramen je oplocen ale je přístupný brankou. U vstupu je přístřešek s lavičkou. 